# Геократичні рухи
Геократичні рухи — зміни рівня океану внаслідок коливальних тектонічних рухів земної кори. Представлені трансгресіями та регресіями моря. Термін увів Павлов А. П. у 1896 році для від'ємних зміщень лінії узбережжя морів.